# Arnold Janda
Arnold Janda (17. července 1853 Frenštát pod Radhoštěm – 8. ledna 1920 Vyškov) byl český a československý podnikatel v pivovarnictví a politik; člen Lidové strany pokrokové na Moravě a poslanec Revolučního národního shromáždění za Českou státoprávní demokracii, respektive za z ní vzniklou Československou národní demokracii.

## Biografie
Počátkem 20. století patřil mezi přední politiky Lidové strany pokrokové na Moravě (moravský sesterský subjekt Národní strany svobodomyslné - mladočechů). V doplňovacích volbách v roce 1911 byl za ni zvolen na Moravský zemský sněm po zemřelém Karlu Albrechtovi. Mandát obhájil i v zemských volbách v roce 1913. Zastupoval českou kurii měst, obvod Vyškov, Bučovice, Slavkov, atd.
V roce 1918 zasedl v předsednictvu moravské zemské organizace nové politické strany Česká státoprávní demokracie.
Od roku 1918 zasedal v Revolučním národním shromáždění za Českou státoprávní demokracii (pozdější Československá národní demokracie). Na post poslance rezignoval roku 1919. Byl profesí majitelem pivovaru. Šlo o pivovar Vyškov, jenž měl pronajatý od roku 1891 a který pak po jeho smrti převzal jeho syn Arnold Janda mladší. Byl prezidentem moravské zemské živnostenské rady a zemského ústavu na zvelebování živností.
Zemřel v lednu 1920.